# كاظم وعل
كاظم وعل محسن (مواليد 1950 - 19 سبتمبر 2017)، لاعب كرة قدم دولي عراقي سابق، كانت الإصابة سبباً في إنهاء مسيرته الرياضية مبكراً، مثل منتخب العراق لكرة القدم لفترة قصيرة امتدت من أغسطس من عام 1975 وحتى ديسمبر من عام 1976، حيث أسهمت الإصابة التي تعرض لها في 1977 في إنهاء مسيرته الدولية حتى اعتزاله اللعب نهائيا أوائل الثمانينات.

## مسيرته الدولية
بدا كاظم وعل مسيرته مع المنتخبات العراقية في عام 1975، عندما مثل منتخب شباب العراق في بطولة آسيا السابعة عشرة في الكويت، والتي توج الفريق العراقي للشباب بطلا لها مناصفة مع منتخب شباب إيران، وقد احرز كاظم وعل خلال البطولة (11) هدفا مكنته من اعتلاء قائمة هدافي الدورة، وهو رقم قياسي عراقي، اشترك مع منتخب الشباب أيضا في البطولة التالية عام 1976 في تايلند وسجل أربعة اهداف لكن المنتخب العراقي للشباب خرج من دور الثمانية امام كوريا الشمالية بفارق الركلات الترجيحية، كما مثل منتخب الشباب في البطولة العربية الودية للشباب عام 1975، والتي اشتركت فيها منتخبات الجزائر والسودان وليبيا وتوج العراق بلقبها وسجل فيها وعل ستة اهداف.
اما مسيرته القصيرة مع المنتخب الوطني فقد بدات في صيف عام 1975 عندما استدعاه المدرب البريطاني داني ماكلنن لتمثيل منتخب العراق لكرة القدم في تصفيات اولمبياد مونتريال في طهران، فلعب مباراته الدولية الأولى ضد الكويت بتاريخ 20 أغسطس 1975 بعد أن اشترك أساسيا قبل أن يتم استبداله في الدقيقة 79 بزميله اراهمبرسوم، لعب كاظم وعل في مباراتين من اصل أربعة في التصفيات، وفي شهر أكتوبر من نفس العام اشترك مع المنتخب العراقي في تصفيات امم آسيا التي جرت ذهابا وايابا في بغداد، بمشاركة منتخبات السعودية وقطر وأفغانستان وانتهت بتصدر الفريق العراقي وبلوغه النهائيات واحرز خلالها وعل أول اهدافه الدولية امام قطر، واشترك في جميع المباريات، ثم مثل منتخب العراق في بطولة كاس فلسطين الثالثة للمنتخبات في تونس والتي احتل العراق المركز الثاني فيها بعد مصر، في العام التالي اشترك وبفاعلية في دورة كأس الخليج الرابعة في قطر والتي خسر العراق لقبها لصالح الكويت، ليتم الاستغناء عن المدرب ماكلنن ويتولى اليوغسلافي لينكو غارجيج الشهير ب (كاكا) مهمة قيادة المنتخب العراقي في بطولة امم آسيا في طهران في يونيو 1976.. حيث كان للهدف الذي احرزه وعل في مرمى منتخب اليمن الديمقراطية الاثر في بلوغ المنتخب العراقي إلى الدور نصف النهائي واحتلال المركز الرابع في البطولة وهو الإنجاز الأكبر للعراق في امم آسيا حتى عام 2007، لتكون البطولة خاتمة مشاركاته الدولية... حيث لعب مباراة ودية ضد منتخب يوغسلافيا الأولمبي بتاريخ 3 ديسمبر 1976 كانت بمثابة التواجد الأخير له مع منتخب العراق تعرض بعدها للإصابة في عام 1977 ليبتعد عن الملاعب نهائيا... بعد أن مثل العراق في حوالي (20) مباراة دولية واحرز خلالها 4 اهداف دولية

## مسيرته المحلية
بدا مسيرته المحلية مع فريق البريد أحد الاندية العراقية الشابة والطموحة في تلك الفترة وذلك عام 1972، وفي موسم 1974/1975 وبعد إلغاء فرق المؤسسات تم دمج البريد مع نادي الميناء البصري تحت مسمى (المواصلات)، وقد اشترك مع فريقه الجديد بقوة في الدوري العراقي واحرز لقب ثاني هدافي الدوري بعد ثامر يوسف كما نال فريق المواصلات المركز الثالث في البطولة بعد الطيران والنقل، وبعد انتهاء الموسم حدث الانفصال بين مكوني المواصلات، فلم يعد للبريد وجود، مما دفعه إلى الالتحاق بفريق الطيران (القوة الجوية) عام 1975 ليمثله حتى اعتزاله اللعب نهائيا في عام 1980.

## حكايته مع الإصابة
حكاية كاظم وعل مع الإصابة التي افقدت الكرة العراقية أحد أبرز نجومها كانت في عام 1977، ففي أثناء مباراة له مع القوة الجوية ضمن أحد بطولات فرق الجيش، اصر مدرب الفريق على اشراك وعل في تلك البطولة المتواضعة رغم كونه يعاني من الإصابة، فشارك في مباراة ضد فريق قوات نصر، ليتعرض للإصابة نتيجة كرة مشتركة بينه وبين اللاعب لطيف لبيب ادت إلى تفاقم اصابته وتشوه في عموده الفقري بحيث أصبح من المتعذر عليه السير بسبب تقوس ظهره، ورغم ارساله للعلاج خارج العراق إلا أن حالته لم تلمس أي تحسن طوال ثلاث سنوات ليقرر بعدها ترك كرة القدم نهائيا.